# Heorhij Pohosow
Heorhij Wadymowycz Pohosow (ukr. Георгій Вадимович Погосов, ros. Георгий Вадимович Погосов, Gieorgij Wadimowicz Pogosow; ur. 14 lipca 1960 w Kijowie) – radziecki szermierz, szablista, reprezentujący ZSRR i WNP, dwukrotny medalista olimpijski i wielokrotny medalista mistrzostw świata.
Na igrzyskach olimpijskich w Seulu w 1988 roku reprezentacja ZSRR w składzie: Siergiej Mindirgasow, Michaił Burcew, Heorhij Pohosow, Andriej Alszan i Siergiej Koriażkin zdobyła drużynowo srebrny medal. W zawodach indywidualnych zajął szóste miejsce. Brał również udział w igrzyskach olimpijskich w Barcelonie w 1992 roku, wspólnie z Grigorijem Kirijenko, Aleksandrem Szyrszowem, Wadymem Hutcajtem i Stanisławem Pozdniakowem zwyciężając w rywalizacji drużynowej. Indywidualnie był tym razem dwudziesty.
Podczas mistrzostw świata w Wiedniu w 1983 roku razem z Andriejem Alszanem, Wiktorem Krowopuskowem, Michaiłem Burcewem i Chusiejnem Ismaiłowem zwyciężył w turnieju drużynowym. W konkurencji tej zdobywał następnie złote medale na mistrzostwach świata w Barcelonie (1985), mistrzostwach świata w Sofii (1986), 
mistrzostwach świata w Lozannie (1987), mistrzostwach świata w Denver (1989) i mistrzostwach świata w Lyonie (1990). Na ostatniej z tych imprez wywalczył również srebrny medal w zawodach indywidualnych, przegrywając w finale z Węgrem Györgym Nébaldem.
Pracuje jak trener w Stanach Zjednoczonych.